# Parectinocera neotropica
Parectinocera neotropica är en tvåvingeart som beskrevs av Becker 1919. Parectinocera neotropica ingår i släktet Parectinocera och familjen kärrflugor. Inga underarter finns listade i Catalogue of Life.